# Flowers (альбом Joan of Arc)
Flowers — двенадцатый студийный альбом американской инди-рок-группы Joan of Arc, выпущенный 9 июня 2009 года лейблом Polyvinyl Record Co.. Альбом был анонсирован 13 марта. Кроме того, были обнародованы трек-лист и обложка альбома.

## Отзывы
| Совокупная оценка | Совокупная оценка |
| Источник          | Оценка            |
| ----------------- | ----------------- |
| Metacritic        | 61/100            |
| Оценки критиков   |                   |
| Источник          | Оценка            |
| Allmusic          | [ 3 ]             |

Альбом получил положительные отзывы музыкальной критики и интернет-изданий: Allmusic. На интернет-агрегаторе Metacritic, который присваивает нормализованный рейтинг из 100 баллов по рецензиям основных изданий, альбом получил средний балл 61, что означает «благоприятный приём».
Джейсон Лаймангровер отметил в Allmusic, что «Для Flowers Тим Кинселла использует тот же состав музыкантов, что и для прошлогоднего альбома, и, учитывая, что даты записи полностью совпадают с теми, что указаны на Boo! Human, можно предположить, что это те самые треки, которые не попали на диск в прошлый раз. Замусоренные импровизационными инструменталами („A Delicious Herbal Laxative“, „Flowers“ и „Fasting“) и почти инструменталами, в которых вокалом служат лишь фоновые моносиллабические вздохи („Table of the Laments“, „Fable of the Laments“ и „The Sun Rose“), только пять из треков альбома являются настоящими песнями с текстом. Работы Joan of Arc в целом имеют тенденцию быть довольно свободными, но если разобраться в остатках и настроениях на Flowers, то Boo! Human в сравнении с ним кажется более целостным. Это все равно очень приятно слушать и нравится».

## Список композиций
1. Fogbow — 4:07
2. The Garden of Cartoon Exclamations — 5:05
3. Flowers — 6:38
4. Fasting — 2:10
5. Explain Yourselves #2
6. Tsunshine — 6:04
7. A Delicious Herbal Laxative — 2:15
8. Explain Yourselves — 4:11
9. Table of the Laments — 2:28
10. Fable of the Elements — 2:12
11. Life Sentence / Twisted Ladder — 4:18
12. The Sun Rose — 1:24